# Lady Godiva (Collier)
Lady Godiva est un tableau de 1897 de l'artiste anglais John Collier, qui a travaillé dans le style préraphaélite. Le portrait de Lady Godiva et sa célèbre (mais fausse) chevauchée à travers la ville de Coventry, en Angleterre, est exposé au Herbert Art Gallery and Museum de Coventry. 

## Histoire
Le tableau de 142,2 × 183 cm  a été légué par le réformateur social Thomas Hancock Nunn et, à sa mort en 1937, offert à la Société de Hampstead. Il a précisé dans son testament que si son legs était refusé par Hampstead (sans doute pour des raisons de bienséance), sa peinture serait proposée à Coventry.